# Andra and the Backbone
Andra and the Backbone is een rockband uit Indonesië, het soloproject van Andra Ramadhan, de gitarist van de band Dewa 19. Ook heeft hij een rol gespeeld in Ahmad Band, het project van Ahmad Dhani. 
- Andra Ramadhan: gitaar, backing vocals
- Stevie Item: gitaar, backing vocals
- Dedy Lisan: vocals

## Debuutalbum
Het debuutalbum, dat dezelfde naam draagt als de band, verscheen in 2007 onder het EMI-label in Indonesië.

### Tracklist
1. Terdalam
2. Pujaan hati
3. Musnah
4. Dan tidurlah
5. lagi..dan lagi...
6. Saat dunia masih milik kita
7. Hanya dirimu
8. Di telan bumi
9. Perih
10. Sempurna
11. Dengankan aku
12. Surrender

## Singles
Hun eerste single "musnah" (verdwenen) werd een gigantische hit in Indonesië. Zij behaalden de toppositie in vele hitlijsten. Hun vervolgnummer heet "Sempurna " (perfect). In november 2007 kwam hun derde nummer uit "Lagi..dan lagi" (weer opnieuw en opnieuw...)